# Geraldine McEwan
Geraldine McEwan, ursprungligen McKeown, född 9 maj 1932 i Old Windsor, Berkshire, död 30 januari 2015 i Hammersmith, London, var en brittisk skådespelare.
McEwan gjorde teaterdebut vid Theatre Royal i Windsor 1949 och var medlem av Royal Shakespeare Company. Bland hennes filmer märks Escape from the Dark (1976), En indier i London (1986) och Kärt besvär förgäves (2000). 
McEwan var även flitigt verksam i TV, bland annat i serien Mapp and Lucia (1985–1986) och som Miss Marple i TV-dramatiseringar av Agatha Christies detektivromaner (2004-2008). År 1991 belönades hon med en BAFTA TV Award för sin roll i TV-serien Det finns annan frukt än apelsiner.

## Filmografi i urval
- Tom Jones erotiska äventyr (1976)
- Escape from the Dark (1976)
- Mapp and Lucia (1985–1986)
- En indier i London (1986)
- Henrik V (1989)
- Det finns annan frukt än apelsiner (1990)
- Robin Hood: Prince of Thieves (1991)
- Moses (1995)
- Red Dwarf (1999)
- Kärt besvär förgäves (2000)
- Vanity Fair (2004)
- Miss Marple (2004–2008)
- Wallace & Gromit: Varulvskaninens förbannelse (2005) (röst)
- Wallace & Gromit: En strid på liv och bröd (2008) (röst)